# Карлос Слим Елу
Карлос Слим Елу (на испански: Carlos Slim Helú; на арабски: Карлос Слим/Салим Хелу; р. 28 януари 1940 г. в гр. Мексико в Мексиканските съединени щати) е мексикански бизнесмен от ливански произход.
Има значително влияние върху телекомуникационната индустрия в Мексико, както и в други части на Латинска Америка. Той контролира компаниите „Телефонос де Мехико“ („Телмекс“), „Телсел“ и „Америка Мовил“.
На 3 юли 2007 г. мексиканският финансов журналист Едуардо Гарсия излиза с твърдение, според което личното състояние на Слим възлиза на 87,8 млрд. щатски долара. По този начин Слим става най-богатият човек в света, задминавайки до 2010 г. Бил Гейтс от „Майкрософт“ и неговите 59,2 млрд. щ.д.
Карлос Слим (с оценка през март, според Форбс – 74 млрд. щ.д.), през месец август 2011 г., за една седмица, претърпява загуба от 4,9 млрд. евро, вследствие на борсовите сривове.